# Waplewo (Ermland-Mazurië)
Waplewo (Duits: Waplitz) is een dorp in de Poolse woiwodschap Ermland-Mazurië. De plaats maakt deel uit van de gemeente Olsztynek. Er woonden 717 mensen in 2011.

## Verkeer en vervoer
Het dorp ligt tussen een autoweg en een station.
- Autosnelweg S7 verbindt Gdańsk met Zakopane.
- Station Waplewo verbindt Station Olsztynek zes keer per (werk)dag per richting met Station Działdowo.

## Sport en recreatie
- Door deze plaats loopt de Europese wandelroute E11. De E11 loopt van Den Haag naar het oosten, op dit moment de grens Polen/Litouwen. Ter plaatse komt de route van het zuidwesten van Grunwald via Jadamowo, en vervolgt via het station naar het zuidoosten richting Żelazno.